# هيوغو-كو
هيوغو-كو (باليابانية: 兵庫区) هو حي في اليابان، يقع في كوبه، بلغ عدد سكانه 107,056 نسمة وذلك حسب إحصائيات سنة 2017، تبلغ مساحته 14.54 كيلومتر مربع.

## معرض صور

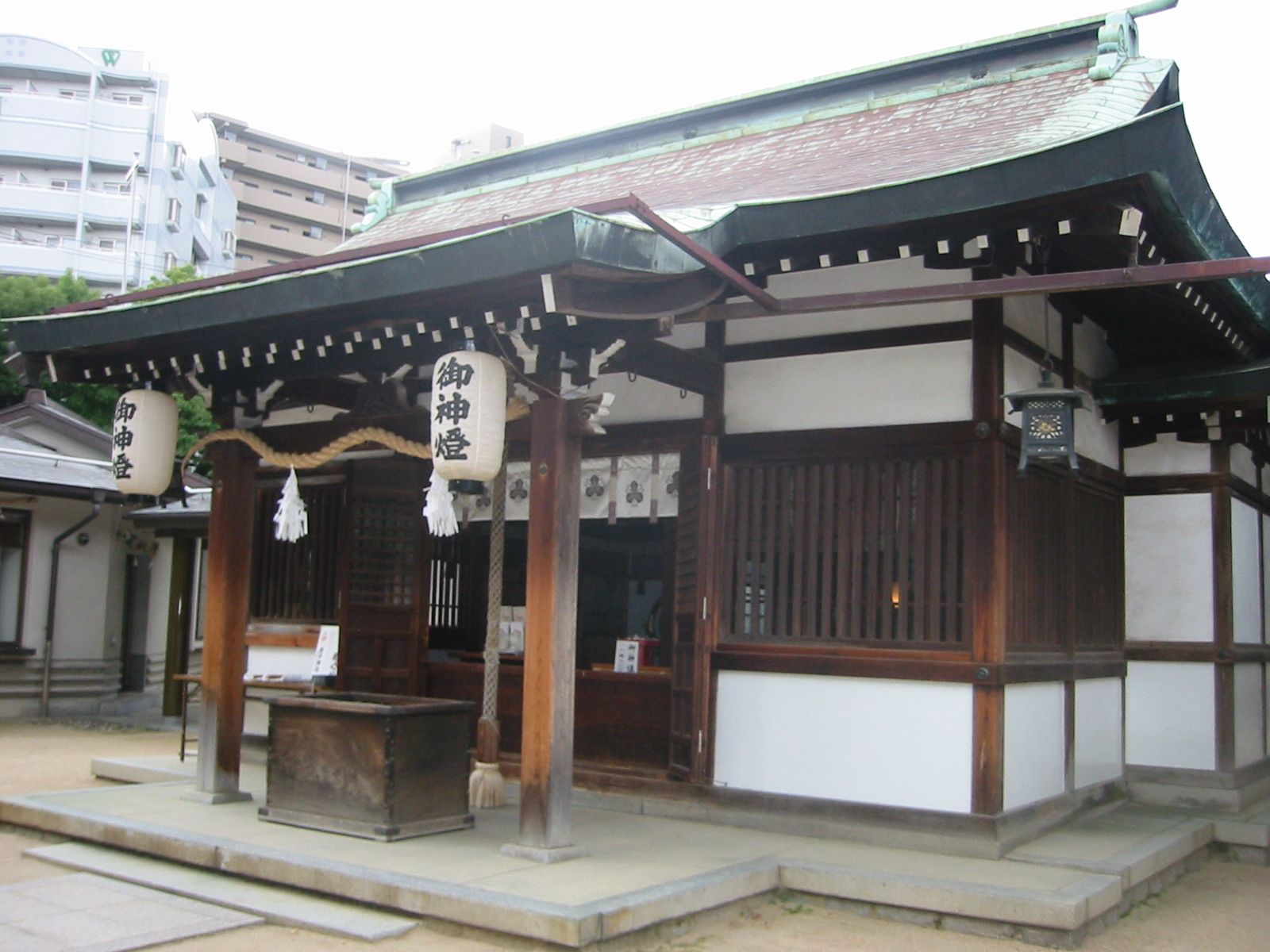
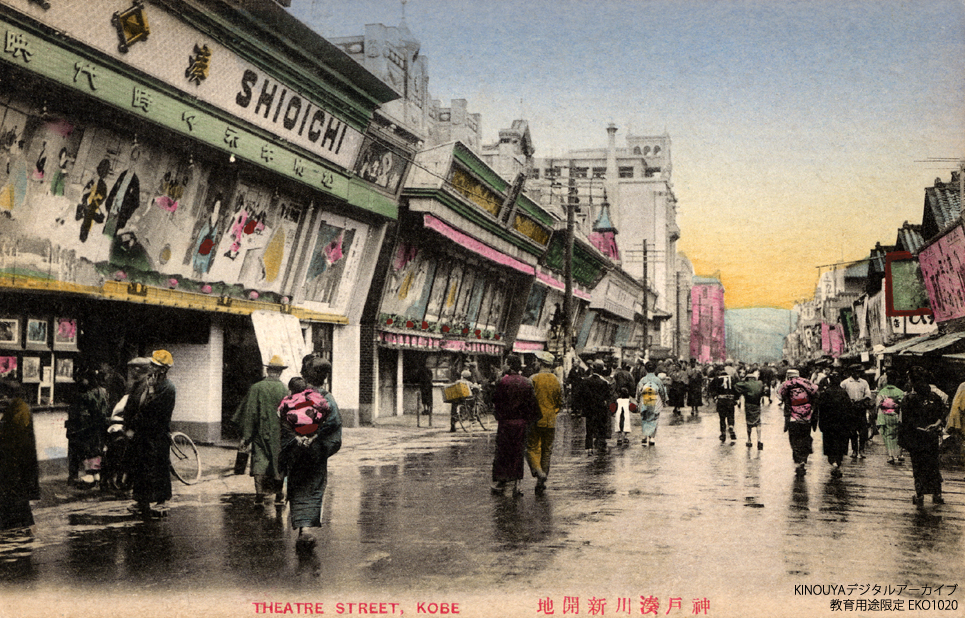

## أعلام
- كازويا ناكاي